# Iso-Löytänä
Iso-Löytänä eller Löytänänjärvi är en sjö i Finland. Den ligger i kommunen Saarijärvi i landskapet Mellersta Finland, i den centrala delen av landet, 290 km norr om huvudstaden Helsingfors. Iso-Löytänä ligger 138,3 meter över havet. Den är 17,1 meter djup. Arean är 2,98 kvadratkilometer och strandlinjen är 13,36 kilometer lång. Sjön  ingår i Kymmene älvs huvudavrinningsområde.   I omgivningarna runt Iso-Löytänä växer i huvudsak blandskog. Den sträcker sig 3,9 kilometer i nord-sydlig riktning, och 1,8 kilometer i öst-västlig riktning.